# Paratheuma australis
Paratheuma australis är en spindelart som beskrevs av Joseph A. Beatty och Berry 1989. Paratheuma australis ingår i släktet Paratheuma och familjen Desidae. Inga underarter finns listade i Catalogue of Life.